# Ctenochiton rhizophorae
Ctenochiton rhizophorae är en insektsart som beskrevs av William Miles Maskell 1895. Ctenochiton rhizophorae ingår i släktet Ctenochiton och familjen skålsköldlöss. Inga underarter finns listade i Catalogue of Life.